# Ngon
Ngon (Engong, Ngong) ist ein Ort in Äquatorialguinea.

## Lage
Der Ort befindet sich in der Provinz Wele-Nzas auf dem Festlandteil des Staates. Er liegt an einer Hauptverkehrsroute von Westen nach Osten. Im Umkreis liegen die Siedlungen Bisóbinam, Esong und Ondeng (S). In der Nähe verläuft der Río Abea.

## Klima
In der Stadt, die sich nah am Äquator befindet, herrscht tropisches Klima.